# Litoria nudidigita
Litoria nudidigita är en groddjursart som först beskrevs av Stephen J. Copland 1963.  Litoria nudidigita ingår i släktet Litoria och familjen lövgrodor. IUCN kategoriserar arten globalt som livskraftig. Inga underarter finns listade i Catalogue of Life.